# Pikku Kovasaari
Pikku Kovasaari, nordsamiska: Uccâ Korrâsuálui, är en ö i Finland. Den ligger i sjön Enare träsk och i kommunen Enare i den ekonomiska regionen Norra Lappland och landskapet Lappland, i den norra delen av landet, 1 000 km norr om huvudstaden Helsingfors. Öns area är 22,2 hektar och dess största längd är 0,6 kilometer i nord-sydlig riktning.